# Spoorlijn Bamberg - Hof
De spoorlijn Bamberg - Hof is een Duitse spoorlijn als spoorlijn 5100 onder beheer van DB Netze.

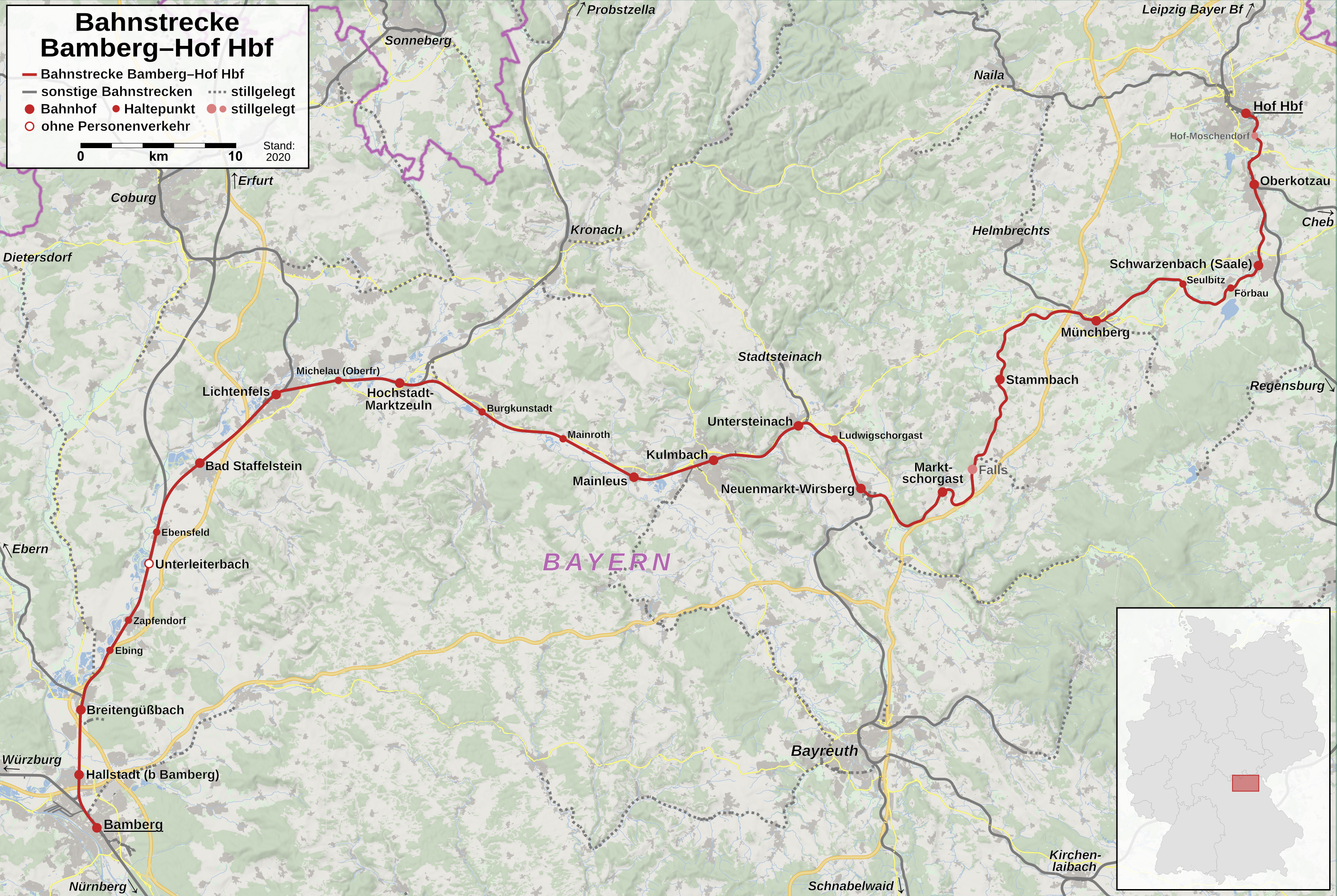
Kaart spoorlijn Bamberg-Hof

## Geschiedenis
De spoorlijn was onderdeel van de Ludwig-Süd-Nord-Bahn tussen Lindau en Hof. Het traject werd door de Königlich Bayerischen Staatsbahn in fases geopend.
- 15 februari 1846: Bamberg - Lichtenfels
- 15 oktober 1846: Lichtenfels - Neuenmarkt-Wirsberg
- 1 november 1848: Neuenmarkt-Wirsberg - Hof

## Treindiensten

### DB
De Deutsche Bahn verzorgt het personenvervoer op dit traject met RE / RB treinen.

## Aansluitingen
In de volgende plaatsen is of was er een aansluiting van de volgende spoorlijnen:

### Bamberg
- Nürnberg - Bamberg, spoorlijn tussen Nürnberg en Bamberg
- Bamberg - Würzburg, spoorlijn tussen Bamberg en Würzburg
- Bamberg - Scheßlitz, spoorlijn tussen Bamberg en Scheßlitz

### Breitengüßbach
- Breitengüßbach - Maroldsweisach, spoorlijn tussen Breitengüßbach en Maroldsweisach

### Ebensfeld
- Nürnberg - Erfurt, spoorlijn tussen Nürnberg en Erfurt

### Lichtenfels
- Werrabahn, spoorlijn tussen Eisenach en Lichtenfels

### Hochstadt am Main
- Hochstadt-Marktzeuln - Saalfeld, spoorlijn tussen Hochstadt-Marktzeuln en Saalfeld

### Kulmbach
- De spoorlijn tussen Bayreuth-Altstadt en Kulmbach is in 2012 opgebroken en vervangen door een fiets- en wandelpad.

### Untersteinach
Untersteinach (bij Stadtsteinach)
- Untersteinach - Stadtsteinach, spoorlijn tussen Untersteinach en Stadtsteinach

### Neuenmarkt-Wirsberg
- Deutsches Dampflokomotiv-Museum, spoorweg museum in het voormalige depot
- Bayreuth - Neuenmarkt-Wirsberg, spoorlijn tussen Bayreuth en Neuenmarkt-Wirsberg
- Schlömener Kurve, spoorlijn tussen Bayreuth en Marktschorgast

### Falls
- Falls - Gefrees, niet meer bestaande spoorlijn tussen Falls en Gefrees

### Münchberg
- Münchberg - Selbitz, spoorlijn tussen Münchberg en Selbitz
- Münchberg - Zell, spoorlijn tussen Münchberg en Zell

### Oberkotzau
- Regensburg - Hof, spoorlijn tussen Regensburg en Hof
- Cheb - Oberkotzau, spoorlijn tussen Cheb en Oberkotzau

### Hof
- Regensburg - Hof, spoorlijn tussen Regensburg en Hof
- Hof - Bad Steben, spoorlijn tussen Hof en Bad Steben

## Elektrische tractie
Het traject werd tussen Bamberg en Hochstadt am Main geëlektrificeerd met een spanning van 15.000 volt 16 2/3 Hz wisselstroom.

## Afbeeldingen

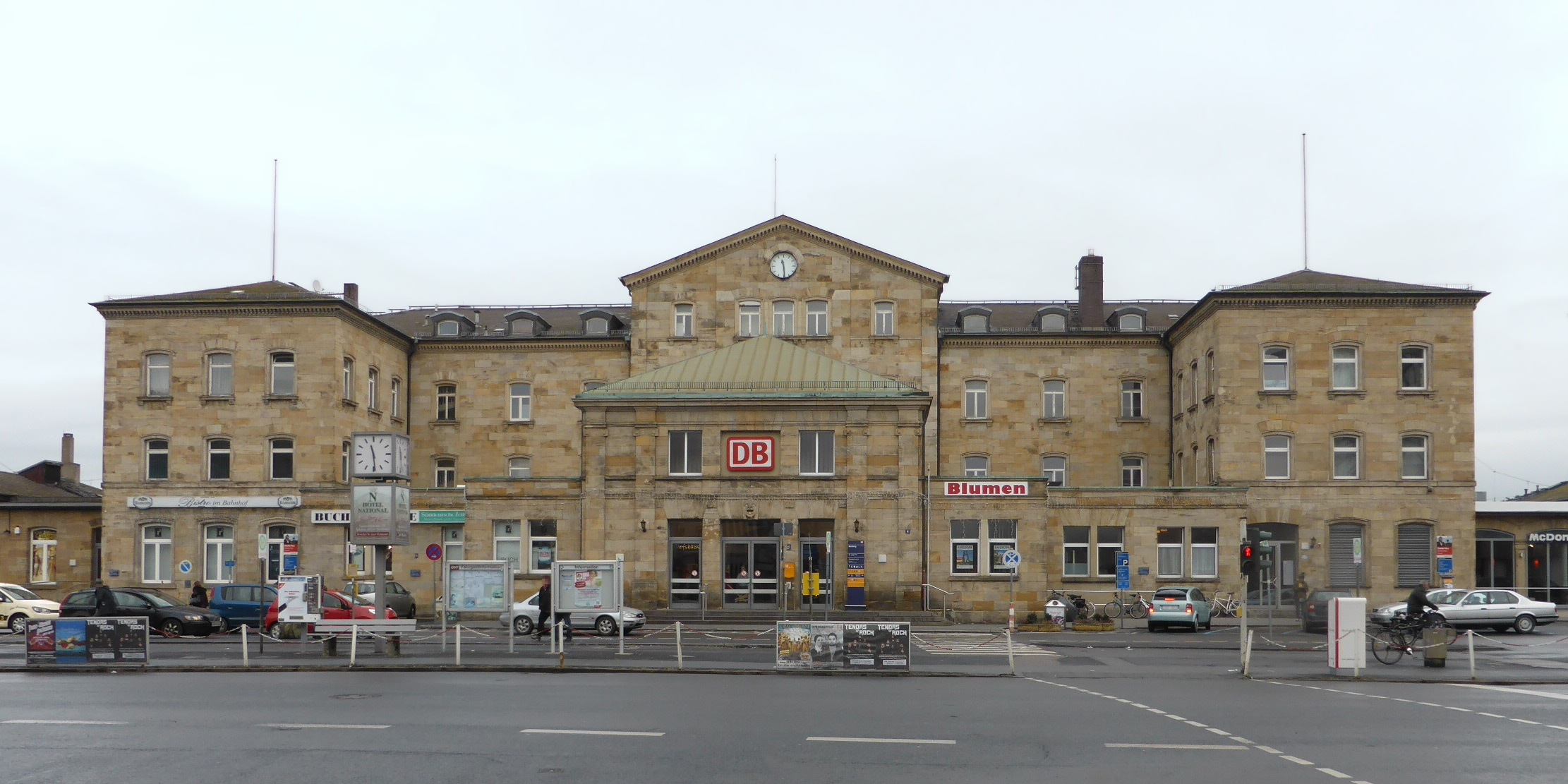
Station Bamberg
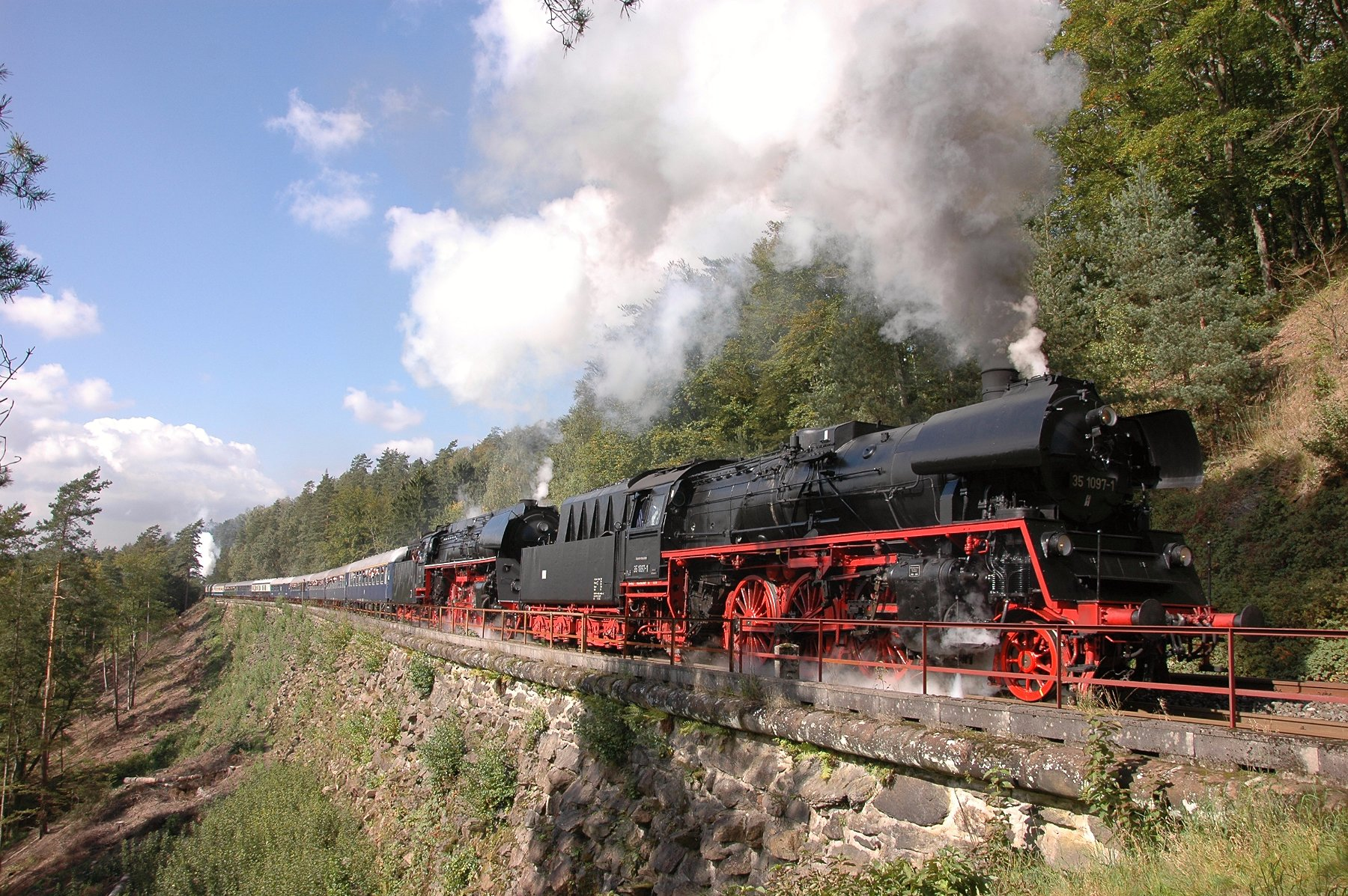
Op de Schiefe Ebene
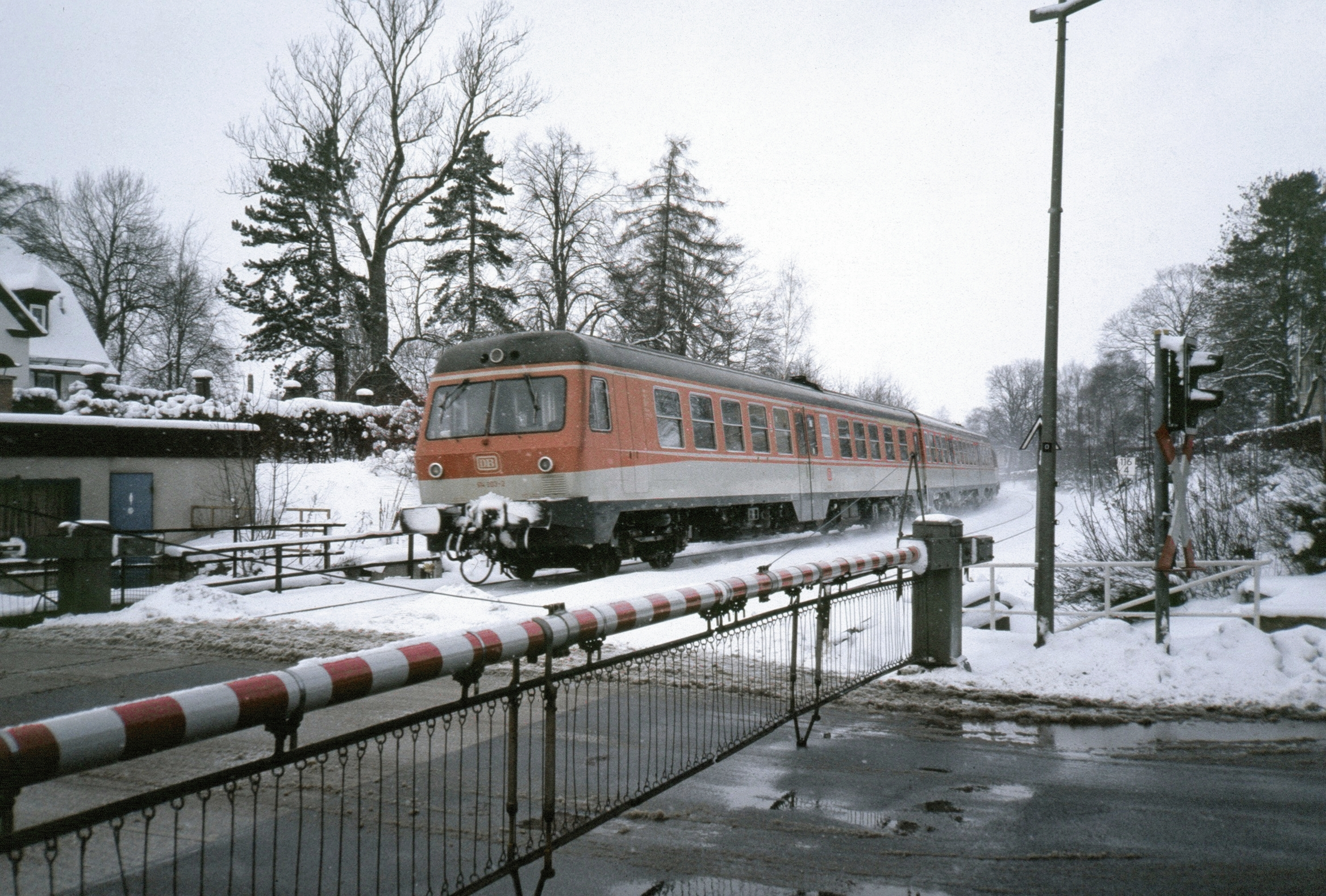
Bij Schwarzenbach
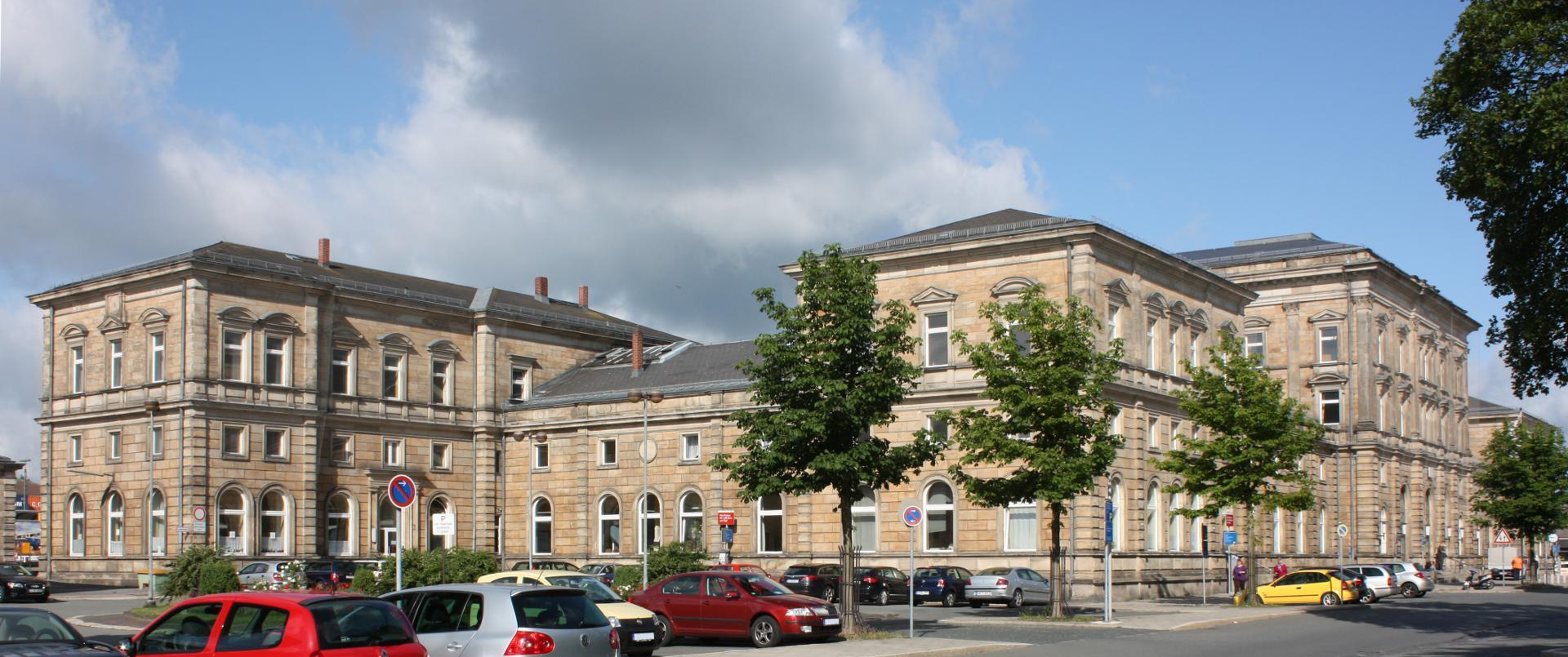
Hof Hauptbahnhof